# Liste der Geotope im Landkreis Neustadt an der Aisch-Bad Windsheim
Diese Liste enthält die Geotope des mittelfränkischen Landkreises Neustadt an der Aisch-Bad Windsheim in Bayern.
Die Liste enthält die amtlichen Bezeichnungen für Namen und Nummern des Bayerischen Landesamt für Umwelt (LfU) sowie deren geographische Lage. Diese Liste ist möglicherweise unvollständig. Im Geotopkataster Bayern sind etwa 3.400 Geotope (Stand März 2020) erfasst. Das LfU sieht einige Geotope nicht für die Veröffentlichung im Internet geeignet. Einige Objekte sind zum Beispiel nicht gefahrlos zugänglich oder dürfen aus anderen Gründen nur eingeschränkt betreten werden.
| Name                                                 | Bild           | Geotop ID | Gemeinde / Lage                | Geologische Raumeinheit     | Beschreibung | Fläche m² / Ausdehnung m | Geologie                                                                                     | Aufschlussart                  | Wert               | Schutzstatus                                           | Bemerkung |
| ---------------------------------------------------- | -------------- | --------- | ------------------------------ | --------------------------- | --- | ------------------------ | -------------------------------------------------------------------------------------------- | ------------------------------ | ------------------ | ------------------------------------------------------ | --------- |
| Östlicher Steinbruch WNW von Obernzenn               | weitere Bilder | 575A002   | Illesheim Position             | Gipskeuperregion            | Aufgeschlossen ist ein roter bis brauner Schilfsandstein mit Roteisensteinknollen, Kieselhölzern und Sedimentstrukturen. | 6250 125 × 50            | Typ: Gesteinsart, Sedimentstrukturen Art: Sandstein                                          | Steinbruch                     | bedeutend          | Landschaftsschutzgebiet, FFH-Gebiet, Naturpark         |           |
| Ehem. Schilfsandsteinbruch NW von Obernesselbach     |                | 575A003   | Neustadt an der Aisch Position | Gipskeuperregion            | Es handelt sich um einen der größten und noch am besten erhaltenen Schilfsandsteinbrüche im Landkreis. Er liegt in der oberen Hälfte der Schilfsandstein-Schichten, die hier in der so genannten Flutbildung vorliegen. Er zeigt viele Einzelheiten, die Hinweise auf die Bildung des Schilfsandsteins geben (z. B. Breschenlagen mit Gleitfaltung). Der Bruch besitzt auch einen geschichtlichen Wert, da in den umliegenden Dörfern zahlreiche Gebäude aus dem Material dieses Bruches errichtet wurden. | 32500 250 × 130          | Typ: Sedimentstrukturen, Steinbruch/Grube, Gesteinsart Art: Sandstein                        | Steinbruch                     | wertvoll           | Landschaftsschutzgebiet, Vogelschutzgebiet, Naturpark  |           |
| Ehem. Schilfsandsteinbruch SW von Humprechtsau       |                | 575A004   | Markt Nordheim Position        | Gipskeuperregion            | In diesem Steinbruch findet man Negative von verkieselten primitiven Nadelholzgewächsen aus dem Erdmittelalter. Der Bruch liegt in der unteren Hälfte der Schilfsandsteinschichten in der so genannten Flutbildung. | 15000 300 × 50           | Typ: Pflanzliche Fossilien, Steinbruch/Grube, Sedimentstrukturen, Gesteinsart Art: Sandstein | Steinbruch                     | besonders wertvoll | Landschaftsschutzgebiet, Vogelschutzgebiet, Naturpark  |           |
| Gipsbruch am Häfringsberg bei Wüstphül               |                | 575A006   | Markt Nordheim Position        | Gipskeuperregion            | Der Gipsbruch am Häfringsberg ist noch gut erhalten. Es handelt sich um die Fortsetzung eines Entwässerungsgrabens der weiter westlich liegenden Felder (Subrosionswanne!). | 1500 50 × 30             | Typ: Gesteinsart, Graben, Kanal Art: Gips                                                    | Steinbruch                     | wertvoll           | FFH-Gebiet, Naturpark                                  |           |
| Ehemaliger Gipsbruch Katzenloch bei Bad Windsheim    | weitere Bilder | 575A007   | Bad Windsheim Position         | Gipskeuperregion            | Der ehemalige Bruch vermittelt einen guten Einblick in die Schichtenfolge des Grundgipses. Das Gestein wurde auch zum Hausbau verwendet, beispielsweise wurde das Rathaus in Bad Windsheim aus unter dem Handelsnamen bekannten Bad Windsheimer Gips gebaut. Das Gelände ist umzäunt. | 25000 200 × 125          | Typ: Standard-/Referenzprofil Art: Gips                                                      | Steinbruch                     | wertvoll           | Landschaftsbestandteil, Naturpark                      |           |
| Aufschlusswand im Hohlweg S von Unterntief           |                | 575A008   | Bad Windsheim Position         | Gipskeuperregion            | Der Aufschluss liegt im mittleren Teil der Myophorienschichten. Die fehlende Bleiglanzbank wird durch eine 0,30 m mächtige schiefrige Gipslage vertreten. | 400 40 × 10              | Typ: Schichtfolge Art: Tonstein, Gips                                                        | Böschung                       | bedeutend          | Landschaftsschutzgebiet, Naturpark                     |           |
| Hangaufschluss N von Unternesselbach                 |                | 575A009   | Neustadt an der Aisch Position | Gipskeuperregion            | Im Hangaufschluss bei Unternesselbach ist die Grenze zwischen mittleren Estherienschichten zum hangenden Schilfsandstein aufgeschlossen. Sie ist durch eine Breschenlage aus residimentierten, meist eckigen Feinsandstein- und Schluffsteinbrocken gekennzeichnet. | 1500 75 × 20             | Typ: Schichtfolge Art: Tonstein, Sandstein                                                   | Böschung                       | bedeutend          | Naturpark                                              |           |
| Austernriff bei Langensteinach                       |                | 575A015   | Uffenheim Position             | Östliche Fränkische Platten | Das Austernriff im Oberen Hauptmuschelkalk ist als geschützter Landschaftsbestandteil ausgewiesen. Es ist als Exkursionspunkt in zahlreichen Publikationen erwähnt. In die ansonsten gut gebankten Kalke ist ein etwa 3 m breiter und 2 m hoher Riffkörper eingelagert, der beinahe vollständig aus Austernschalen (Placunopsis) besteht. Die Austern, die sich durch die dichte Besiedelung gegenseitig im Wachstum behinderten, sind nur etwa 1 cm groß. | 400 40 × 10              | Typ: Standard-/Referenzprofil, Tierische Fossilien Art: Kalkstein                            | Steinbruch                     | besonders wertvoll | Landschaftsbestandteil, Naturpark                      |           |
| Ehemalige Tongrube SE von Gunzendorf                 |                | 575A017   | Emskirchen Position            | Sandsteinkeuperregion       | Der weitgehend verfallene Aufschluss erschloss den oberen Teil der Lehrberschichten bis zur ersten Grenzbank des Blasensandsteins. | 1000 50 × 20             | Typ: Schichtfolge Art: Tonstein, Sandstein                                                   | Lehmgrube/Tongrube/Mergelgrube | geringwertig       | Landschaftsschutzgebiet                                |           |
| Ehemaliger Steinbruch NE von Scheinfeld              |                | 575A018   | Scheinfeld Position            | Sandsteinkeuperregion       | Der anstehende Fels ist überwiegend dünnbankig und z. T. schieferig entwickelt, augenfällig sind auch sedimentäre Strukturen (Schrägschichtung). Es handelt sich um eine typische Rinnenbildung, da 75 m westlich in Höhe der Oberkante des Bruches Estherienschichten anstehen! An der westlichen Bruchwand sind kohlige Lagen mit Pflanzenhäckseln aufgeschlossen. | 2500 50 × 50             | Typ: Gesteinsart, Pflanzliche Fossilien, Sedimentstrukturen Art: Sandstein                   | Steinbruch                     | wertvoll           | Naturpark                                              |           |
| Hohlweg und ehem. Steinbruch SE von Nenzenheim       |                | 575A019   | Sugenheim Position             | Gipskeuperregion            | Über der Verebnung des Acrodus-Corbula-Horizontes beginnt in Höhe des Judensees der steile Anstieg durch die Estherienschichten, die von der Rinnenfüllung des Schilfsandsteins überdacht werden. Im Hohlweg (Steinbruchweg) sind die typischen Merkmale des Schilfsandsteins, wie Rippelmarken, Schrägschichtung und Winkeldiskordanzen zu erkennen. | 50000 500 × 100          | Typ: Gesteinsart, Sedimentstrukturen Art: Sandstein                                          | Böschung                       | bedeutend          | Landschaftsschutzgebiet, FFH-Gebiet, Vogelschutzgebiet |           |
| Ehemaliger Steinbruch W von Birnbaum                 |                | 575A021   | Gerhardshofen Position         | Sandsteinkeuperregion       | Die stark vergruste Wand zeigt den unteren Teil des Unteren Burgsandsteins. Jenseits der Straße streichen die Basisletten des Unteren Burgsandsteins aus. Am Fuß der Bruchwand liegt eine kleine Höhle. | 150 15 × 10              | Typ: Schichtfolge, Stollen Art: Sandstein                                                    | Steinbruch                     | bedeutend          | kein Schutzgebiet                                      |           |
| Straßenanschnitt SW von Uehlfeld                     |                | 575A022   | Uehlfeld Position              | Sandsteinkeuperregion       | Dieser Straßenaufschluss eignet sich für eine Unterschutzstellung des sonst schlecht aufgeschlossenen Blasensandsteins, da er im Zuge von Mäharbeiten immer wieder freigestellt wird. | 500 50 × 10              | Typ: Gesteinsart Art: Sandstein                                                              | Böschung                       | bedeutend          | Naturpark                                              |           |
| Schilfsandsteinbruch NNE von Oberaltenbernheim       |                | 575A024   | Obernzenn Position             | Sandsteinkeuperregion       | Aufgeschlossen ist rot- bis braun gefärbter massiger Schilfsandstein, der im Hangenden in die Lehrberschichten (Ansbacher Sandstein) übergeht. | 2000 100 × 20            | Typ: Schichtfolge Art: Sandstein, Tonmergelstein                                             | Steinbruch                     | wertvoll           | Landschaftsschutzgebiet, Naturpark                     |           |
| Ehem. Gipsbruch in Bad Windsheim Ost                 | weitere Bilder | 575A026   | Bad Windsheim Position         | Gipskeuperregion            | Der stillgelegte Gipsbruch liegt inmitten eines Neubaugebietes und wurde zu meinem Biotop umgewandelt. Die Abbauwände sind z. T. sehr gut erhalten und zeigen große Quellungsfalten. Der gut zugängliche Bruch bietet einen guten Exkursionspunkt. | 10000 200 × 50           | Typ: Falte/Mulde/Sattel, Gesteinsart Art: Gips                                               | Steinbruch                     | wertvoll           | Naturpark                                              |           |
| Aufschluss ENE von Weimersheim                       |                | 575A027   | Ipsheim Position               | Sandsteinkeuperregion       | Knapp unter dem steilen Abbruch der Hochfläche ist hier Blasensandstein in teils toniger, teils sandiger Ausbildung aufgeschlossen. Die Sandsteinlagen enthalten neben Quarzgeröllen auch deformierte Gerölle von Tonmergeln bis ca. 2 cm Größe. Die Schichtgrenze zu den unterlagernden Lehrbergschichten liegt im untersten, stark verfallenen Teil des Profils. | 30 15 × 2                | Typ: Schichtfolge, Sedimentstrukturen Art: Tonstein, Sandstein                               | Böschung                       | bedeutend          | kein Schutzgebiet                                      |           |
| Ehemaliger Steinbruch Fingalshöhle WNW von Obernzenn | weitere Bilder | 575G001   | Illesheim Position             | Gipskeuperregion            | Der ehemalige Bruch diente 1806 mehrere Monate einem kaiserlich-französischen Regiment als Feldquartier. An den Wänden sind französische Inschriften, aber auch Namen von Seckendorffschen Familien eingemeißelt. Im geschützten Landschaftsbestandteil ist roter Schilfsandstein mit Roteisen-Steinknollen und Kieselhölzern (Rinnenfüllung) aufgeschlossen. Gegenüber der Fahrstraße liegt in einem Wäldchen ein alter Steinbruch mit Abbauspuren und Sedimentstrukturen im Sandstein. | 5000 100 × 50            | Typ: Steinbruch/Grube, Gesteinsart Art: Sandstein                                            | Steinbruch                     | besonders wertvoll | Landschaftsbestandteil, Bodendenkmal                   |           |
| Felsenkeller SSE von Marktbergel                     |                | 575G002   | Marktbergel Position           | Gipskeuperregion            | Auf engem Raum befinden sich hier insgesamt 5 Eingänge zu unterirdischen Lagerräumen im Schilfsandstein. Drei davon sind massiv mit Gittern verschlossen, einer ist offen und ca. 15 m weit begehbar. Der tiefstgelegene ist etwa zur Hälfte mit Schlamm verfüllt, sein Portal trägt die Jahreszahl 1863. | 90 30 × 3                | Typ: Felsenkeller, Stollen Art: Sandstein                                                    | Felsenkeller                   | bedeutend          | Landschaftsschutzgebiet, FFH-Gebiet, Naturpark         |           |
| Gipshöhle Höllern S von Markt Nordheim               | weitere Bilder | 575H001   | Markt Nordheim Position        | Gipskeuperregion            | Die Gänge des labyrinthischen Höhlensystems sind am Kluftsystem im Grundgips orientiert und zeigen die typischen Formen der Gipslösung. Je nach Grundwasserstand sind die tiefergelegenen Höhlenteile mehr oder weniger überschwemmt. | 450000 1250 × 360        | Typ: Karst-Horizontalhöhle, Erdfall Art: Gips                                                | Höhle                          | besonders wertvoll | Naturschutzgebiet, Landschaftsschutzgebiet, FFH-Gebiet |           |
| Quelltopf Walsbrunnen NE von Sontheim                | weitere Bilder | 575Q001   | Illesheim Position             | Gipskeuperregion            | Der Quelltopf befindet sich in den Myophorienschichten. Aufgrund der umgebenden landwirtschaftlichen Nutzung weist der Quelltopf einen starken Algenwuchs auf. | 28 7 × 4                 | Typ: Verengungsquelle Art: Gips                                                              | kein Aufschluss                | wertvoll           | Naturdenkmal, Landschaftsschutzgebiet, Naturpark       |           |
| Gipskarstquelle Häfeleinsbrunnen N von Bad Windsheim | weitere Bilder | 575Q002   | Bad Windsheim Position         | Gipskeuperregion            | Die kleine Quelle (wenige l/s) entspringt in direkter Nachbarschaft mehrere Wasserfassungen. Die hohe elektrische Leitfähigkeit weist auf einen hohen Anteil an gelöstem Gips im Wasser hin. | 6 6 × 1                  | Typ: Verengungsquelle Art: Gips                                                              | kein Aufschluss                | bedeutend          | Naturpark                                              |           |
| Ursprung der Aisch WSW von Illesheim                 | weitere Bilder | 575Q003   | Burgbernheim Position          | Gipskeuperregion            | Die gefasste Quelle am Rastplatz mit den zahlreichen Nebenaustritten in der näheren Umgebung stellen ein sehr bedeutendes Gipskarst-Quellgebiet dar. | 12000 300 × 40           | Typ: Verengungsquelle Art: Gips                                                              | kein Aufschluss                | bedeutend          | kein Schutzgebiet                                      |           |
| Sandheidehügel WNW von Obernzenn                     | weitere Bilder | 575R001   | Illesheim Position             | Gipskeuperregion            | Der Sandheidehügel ist ein Härtling, der aus Schilfsandstein besteht. Am Ostende des Hügels wurde dieser auch abgebaut. | 2250 75 × 30             | Typ: Härtling Art: Sandstein                                                                 | Hanganriss/Felswand            | wertvoll           | Naturdenkmal, Landschaftsschutzgebiet, Naturpark       |           |
| Erdfall am Häfringsberg SE von Wüstphül              |                | 575R003   | Markt Nordheim Position        | Gipskeuperregion            | Es handelt sich um einen aktiven Erdfall über einem Karstsystem im Grundgips. Mehrere kleine Erdfälle sind über den Hügel verteilt. Kleinere Höhlen sind erforscht. | 100 10 × 10              | Typ: Erdfall Art: Tonmergelstein                                                             | sonstiger Aufschluss           | wertvoll           | Naturdenkmal, Landschaftsschutzgebiet, FFH-Gebiet      |           |
| Külsheimer Hirtenhügel NE von Külsheim               |                | 575R004   | Ipsheim Position               | Gipskeuperregion            | Kleines, nicht landwirtschaftlich genutztes Areal. Die wellige Oberfläche entstand durch Auslaugung von Grundgips. | 20000 200 × 100          | Typ: Subrosionslandschaft, Doline Art: Gips                                                  | kein Aufschluss                | bedeutend          | Naturdenkmal, FFH-Gebiet, Naturpark                    |           |
| Gipshügel Sieben Buckel W von Krautostheim           | weitere Bilder | 575R005   | Markt Nordheim Position        | Gipskeuperregion            | Die Gipshügel Sieben Buckel stellen eine Dolinenlandschaft im Grundgips mit zahlreichen kleinen Höhlen dar. Nördlich davon befindet sich die Gipshöhle Höllern, ein verzweigtes Höhlensystem, das knapp unter der Oberfläche liegt und das Kluftmuster im Grundgips nachzeichnet (ca. 360 × 1250 m Fläche). | 150000 500 × 300         | Typ: Subrosionslandschaft, Doline, Karst-Horizontalhöhle Art: Gips                           | sonstiger Aufschluss           | besonders wertvoll | Naturschutzgebiet, Landschaftsschutzgebiet, FFH-Gebiet |           |
| Erdfall am Hundsrücken NW von Berolzheim             |                | 575R006   | Bad Windsheim Position         | Gipskeuperregion            | Der relativ steile aktive Erdfall wird bereits von Emmet (1969) erwähnt. Er liegt inmitten eines Feldes und ist offen, obwohl zumindest in geringem Masse eine Verfüllung (Maishäcksel, Ziegelbruch etc.) erfolgt. | 64 8 × 8                 | Typ: Erdfall Art: Tonstein, Gips                                                             | Doline/Erdfall                 | bedeutend          | Naturpark                                              |           |
| Bachversickerung SE von Burgbernheim                 |                | 575R007   | Burgbernheim Position          | Gipskeuperregion            | Ein kleines Tälchen endet blind in einer großen, etwa 10 m tiefen Wiesenmulde mit einer kleinen Ponordoline. Gips und Tonsteine der Myophorienschichten stehen hier an. | 400 20 × 20              | Typ: Ponor Art: Gips                                                                         | Hanganriss/Felswand            | wertvoll           | Landschaftsschutzgebiet, Naturpark                     |           |
| Ponordoline SW von Marktbergel                       |                | 575R008   | Marktbergel Position           | Gipskeuperregion            | Ein breiter Zulaufgraben mit mehreren Senkungsfeldern mündet in eine tiefe Ponordoline mit anstehendem Grundgips. Es handelt sich um das größte derartige Objekt in diesem Gebiet. Der Zufluss beträgt zeitweise über 10 l/s. | 25000 250 × 100          | Typ: Doline, Ponor Art: Gips                                                                 | kein Aufschluss                | wertvoll           | Landschaftsschutzgebiet, Naturpark                     |           |
| Külsheimer Gipshügel SE von Erkenbrechtshofen        | weitere Bilder | 575R009   | Bad Windsheim Position         | Gipskeuperregion            | Die Külsheimer Gipshügel ragen sanft über das Gelaende und sind in ein bis zwei Reihen angeordnet. | 62500 250 × 250          | Typ: Subrosionslandschaft Art: Gips                                                          | kein Aufschluss                | bedeutend          | Naturschutzgebiet, FFH-Gebiet, Naturpark               |           |
| Zeugenberglandschaft ENE von Erkenbrechtshofen       | weitere Bilder | 575R010   | Bad Windsheim Position         | Gipskeuperregion            | Die Zeugenberge Vorderer und Hinterer Berg treten um ca. 60 m überhöht deutlich aus der Windsheimer Bucht hervor. Die Basis liegt in den Myophorienschichten, die Deckschichten werden von den Estherienschichten gebildet. Das Gipfelplateau des West-Ost-gerichteten Doppelgipfels besteht aus der Acrodus-Corbula-Bank. | 1050000 1500 × 700       | Typ: Inselberg/Zeugenberg, Schichtfolge Art: Tonstein                                        | Felshang/Felskuppe             | wertvoll           | Landschaftsschutzgebiet, Naturpark                     |           |
| Quelltopf Königsbrunnen N von Schwebheim             |                | 575Q004   | Burgbernheim Position          | Gipskeuperregion            | Der Quelltopf des Königsbrunnen liegt unterhalb des Schwarzenbuck bei Schwebheim und wird als Fischhälterung genutzt. Weiter östlich befinden sich weitere, teils gefasste Quellen, u. a. die rund 650 m entfernte Heil- und Mineralquelle Rangau-Quelle, sowie das aufgelassene Wasserschutzgebiet Wiebelsheim. Das bereits aufgrund seiner charakteristischen Färbung als stark mineralhaltig erkennbare Quellwasser stammt aus den Myophorienschichten, was erhöhte Sulfatkonzentrationen erklärt. Der Königsbrunnen speist den stark veränderten (begradigten) Flutgraben. Nur wenige Meter westlich des Quelltopfs befindet sich ein kleiner Rastplatz mit Sitzgruppe. | 125 25 × 5               | Typ: Verengungsquelle Art: Gips                                                              | kein Aufschluss                | bedeutend          | kein Schutzgebiet                                      |           |